# Solon (Iowa)
Solon – miasto w Stanach Zjednoczonych, w stanie Iowa, w hrabstwie Johnson. W 2000 roku liczyło 1177 mieszkańców.